# Vučice
Serranidae, velika porodica riba (pisces) iz reda Perciformes, koja obuhvaća 536 vrsta unutar pet potporodica Anthiinae, Epinephelinae, Grammistinae, Liopropomatinae i Serraninae; s ukupno 75 rodova. 
Veličina ovih riba varira od 110 mm ili 4.33 inča (Serranus subligarius) pa do 2.4 metra (94.5 inči) i težine od 300 kg (660 lb), itajara (Epinephelus itajara).
Mnoge serranide su veoma slikovite, i mnoge su komercijalno značajne. Žive često u području rifova u tropskim i suptropskim obalnim vodama; karakeristična su im velika usta i oštri zubi, i sve su mesožderi; a neke od njih žive i od zooplanktona.
Vučice žive u morskoj, slatkoj i boćatoj vodi.

## Vrste
1. Acanthistius brasilianus (Cuvier, 1828)
2. Acanthistius cinctus (Günther, 1859)
3. Acanthistius fuscus Regan, 1913
4. Acanthistius joanae Heemstra, 2010
5. Acanthistius ocellatus (Günther, 1859)
6. Acanthistius pardalotus Hutchins, 1981
7. Acanthistius patachonicus (Jenyns, 1840)
8. Acanthistius paxtoni Hutchins & Kuiter, 1982
9. Acanthistius pictus (Tschudi, 1846)
10. Acanthistius sebastoides (Castelnau, 1861)
11. Acanthistius serratus (Cuvier, 1828)
12. Aethaloperca rogaa (Forsskål, 1775)
13. Alphestes afer (Bloch, 1793)
14. Alphestes immaculatus Breder, 1936
15. Alphestes multiguttatus (Günther, 1867)
16. Anatolanthias apiomycter Anderson, Parin & Randall, 1990
17. Anthias anthias (Linnaeus, 1758)
18. Anthias asperilinguis Günther, 1859
19. Anthias cyprinoides (Katayama & Amaoka, 1986)
20. Anthias helenensis Katayama & Amaoka, 1986
21. Anthias menezesi Anderson & Heemstra, 1980
22. Anthias nicholsi Firth, 1933
23. Anthias noeli Anderson & Baldwin, 2000
24. Anthias salmopunctatus Lubbock & Edwards, 1981
25. Anthias woodsi Anderson & Heemstra, 1980
26. Anyperodon leucogrammicus (Valenciennes, 1828)
27. Aporops bilinearis Schultz, 1943
28. Aulacocephalus temminckii Bleeker, 1855
29. Baldwinella aureorubens (Longley, 1935)
30. Baldwinella vivanus (Jordan & Swain, 1885)
31. Bathyanthias cubensis (Schultz, 1958)
32. Bathyanthias mexicanus (Schultz, 1958)
33. Bathyanthias roseus Günther, 1880
34. Belonoperca chabanaudi Fowler & Bean, 1930
35. Belonoperca pylei Baldwin & Smith, 1998
36. Bullisichthys caribbaeus Rivas, 1971
37. Caesioperca lepidoptera (Forster, 1801)
38. Caesioperca rasor (Richardson, 1839)
39. Caesioscorpis theagenes Whitley, 1945
40. Caprodon krasyukovae Kharin, 1983
41. Caprodon longimanus (Günther, 1859)
42. Caprodon schlegelii (Günther, 1859)
43. Centropristis fuscula Poey, 1861
44. Centropristis ocyurus (Jordan & Evermann, 1887)
45. Centropristis philadelphica (Linnaeus, 1758)
46. Centropristis rufus Cuvier, 1829
47. Centropristis striata (Linnaeus, 1758)
48. Cephalopholis aitha Randall & Heemstra, 1991
49. Cephalopholis argus Schneider, 1801
50. Cephalopholis aurantia (Valenciennes, 1828)
51. Cephalopholis boenak (Bloch, 1790)
52. Cephalopholis cruentata (Lacepède, 1802)
53. Cephalopholis cyanostigma (Valenciennes, 1828)
54. Cephalopholis formosa (Shaw, 1812)
55. Cephalopholis fulva (Linnaeus, 1758)
56. Cephalopholis hemistiktos (Rüppell, 1830)
57. Cephalopholis igarashiensis Katayama, 1957
58. Cephalopholis leopardus (Lacepède, 1801)
59. Cephalopholis microprion (Bleeker, 1852)
60. Cephalopholis miniata (Forsskål, 1775)
61. Cephalopholis nigri (Günther, 1859)
62. Cephalopholis nigripinnis (Valenciennes, 1828)
63. Cephalopholis oligosticta Randall & Ben-Tuvia, 1983
64. Cephalopholis panamensis (Steindachner, 1876)
65. Cephalopholis polleni (Bleeker, 1868)
66. Cephalopholis polyspila Randall & Satapoomin, 2000
67. Cephalopholis sexmaculata (Rüppell, 1830)
68. Cephalopholis sonnerati (Valenciennes, 1828)
69. Cephalopholis spiloparaea (Valenciennes, 1828)
70. Cephalopholis taeniops (Valenciennes, 1828)
71. Cephalopholis urodeta (Forster, 1801)
72. Chelidoperca hirundinacea (Valenciennes, 1831)
73. Chelidoperca investigatoris (Alcock, 1890)
74. Chelidoperca lecromi Fourmanoir, 1982
75. Chelidoperca maculicauda Bineesh & Akhilesh, 2013
76. Chelidoperca margaritifera Weber, 1913
77. Chelidoperca occipitalis Kotthaus, 1973
78. Chelidoperca pleurospilus (Günther, 1880)
79. Choranthias tenuis (Nichols, 1920)
80. Cratinus agassizii Steindachner, 1878
81. Cromileptes altivelis (Valenciennes, 1828)
82. Dactylanthias aplodactylus (Bleeker, 1858)
83. Dactylanthias baccheti Randall, 2007
84. Dermatolepis dermatolepis (Boulenger, 1895)
85. Dermatolepis inermis (Valenciennes, 1833)
86. Dermatolepis striolata (Playfair, 1867)
87. Diplectrum bivittatum (Valenciennes, 1828)
88. Diplectrum conceptione (Valenciennes, 1828)
89. Diplectrum eumelum Rosenblatt & Johnson, 1974
90. Diplectrum euryplectrum Jordan & Bollman, 1890
91. Diplectrum formosum (Linnaeus, 1766)
92. Diplectrum labarum Rosenblatt & Johnson, 1974
93. Diplectrum macropoma (Günther, 1864)
94. Diplectrum maximum Hildebrand, 1946
95. Diplectrum pacificum Meek & Hildebrand, 1925
96. Diplectrum radiale (Quoy & Gaimard, 1824)
97. Diplectrum rostrum Bortone, 1974
98. Diplectrum sciurus Gilbert, 1892
99. Diploprion bifasciatum Cuvier, 1828
100. Diploprion drachi Roux-Estève, 1955
101. Dules auriga Cuvier, 1829
102. Epinephelides armatus (Castelnau, 1875)
103. Epinephelus adscensionis (Osbeck, 1765)
104. Epinephelus aeneus (Geoffroy Saint-Hilaire, 1817)
105. Epinephelus akaara (Temminck & Schlegel, 1842)
106. Epinephelus albomarginatus Boulenger, 1903
107. Epinephelus amblycephalus (Bleeker, 1857)
108. Epinephelus analogus Gill, 1863
109. Epinephelus andersoni Boulenger, 1903
110. Epinephelus areolatus (Forsskål, 1775)
111. Epinephelus awoara (Temminck & Schlegel, 1842)
112. Epinephelus bilobatus Randall & Allen, 1987
113. Epinephelus bleekeri (Vaillant, 1878)
114. Epinephelus bontoides (Bleeker, 1855)
115. Epinephelus bruneus Bloch, 1793
116. Epinephelus caninus (Valenciennes, 1843)
117. Epinephelus chabaudi (Castelnau, 1861)
118. Epinephelus chlorocephalus (Valenciennes, 1830)
119. Epinephelus chlorostigma (Valenciennes, 1828)
120. Epinephelus cifuentesi Lavenberg & Grove, 1993
121. Epinephelus clippertonensis Allen & Robertson, 1999
122. Epinephelus coeruleopunctatus (Bloch, 1790)
123. Epinephelus coioides (Hamilton, 1822)
124. Epinephelus corallicola (Valenciennes, 1828)
125. Epinephelus costae (Steindachner, 1878)
126. Epinephelus cyanopodus (Richardson, 1846)
127. Epinephelus daemelii (Günther, 1876)
128. Epinephelus darwinensis Randall & Heemstra, 1991
129. Epinephelus diacanthus (Valenciennes, 1828)
130. Epinephelus drummondhayi Goode & Bean, 1878
131. Epinephelus epistictus (Temminck & Schlegel, 1842)
132. Epinephelus erythrurus (Valenciennes, 1828)
133. Epinephelus fasciatomaculosus (Peters, 1865)
134. Epinephelus fasciatus (Forsskål, 1775)
135. Epinephelus faveatus (Valenciennes, 1828)
136. Epinephelus flavocaeruleus (Lacepède, 1802)
137. Epinephelus fuscoguttatus (Forsskål, 1775)
138. Epinephelus gabriellae Randall & Heemstra, 1991
139. Epinephelus goreensis (Valenciennes, 1830)
140. Epinephelus guttatus (Linnaeus, 1758)
141. Epinephelus heniochus Fowler, 1904
142. Epinephelus hexagonatus (Forster, 1801)
143. Epinephelus howlandi (Günther, 1873)
144. Epinephelus indistinctus Randall & Heemstra, 1991
145. Epinephelus irroratus (Forster, 1801)
146. Epinephelus itajara (Lichtenstein, 1822)
147. Epinephelus labriformis (Jenyns, 1840)
148. Epinephelus lanceolatus (Bloch, 1790)
149. Epinephelus latifasciatus (Temminck & Schlegel, 1842)
150. Epinephelus lebretonianus (Hombron & Jacquinot, 1853)
151. Epinephelus longispinis (Kner, 1864)
152. Epinephelus macrospilos (Bleeker, 1855)
153. Epinephelus maculatus (Bloch, 1790)
154. Epinephelus magniscuttis Postel, Fourmanoir & Guézé, 1963
155. Epinephelus malabaricus (Bloch & Schneider, 1801)
156. Epinephelus marginatus (Lowe, 1834)
157. Epinephelus melanostigma Schultz, 1953
158. Epinephelus merra Bloch, 1793
159. Epinephelus miliaris (Valenciennes, 1830)
160. Epinephelus morio (Valenciennes, 1828)
161. Epinephelus morrhua (Valenciennes, 1833)
162. Epinephelus multinotatus (Peters, 1876)
163. Epinephelus ongus (Bloch, 1790)
164. Epinephelus poecilonotus (Temminck & Schlegel, 1842)
165. Epinephelus polylepis Randall & Heemstra, 1991
166. Epinephelus polyphekadion (Bleeker, 1849)
167. Epinephelus polystigma (Bleeker, 1853)
168. Epinephelus posteli Fourmanoir & Crosnier, 1964
169. Epinephelus quinquefasciatus (Bocourt, 1868)
170. Epinephelus quoyanus (Valenciennes, 1830)
171. Epinephelus radiatus (Day, 1868)
172. Epinephelus retouti Bleeker, 1868
173. Epinephelus rivulatus (Valenciennes, 1830)
174. Epinephelus sexfasciatus (Valenciennes, 1828)
175. Epinephelus socialis (Günther, 1873)
176. Epinephelus spilotoceps Schultz, 1953
177. Epinephelus stictus Randall & Allen, 1987
178. Epinephelus stoliczkae (Day, 1875)
179. Epinephelus striatus (Bloch, 1792)
180. Epinephelus suborbitalis Amaoka & Randall, 1990
181. Epinephelus summana (Forsskål, 1775)
182. Epinephelus tauvina (Forsskål, 1775)
183. Epinephelus timorensis Randall & Allen, 1987
184. Epinephelus trimaculatus (Valenciennes, 1828)
185. Epinephelus trophis Randall & Allen, 1987
186. Epinephelus tuamotuensis Fourmanoir, 1971
187. Epinephelus tukula Morgans, 1959
188. Epinephelus undulatostriatus (Peters, 1866)
189. Epinephelus undulosus (Quoy & Gaimard, 1824)
190. Giganthias immaculatus Katayama, 1954
191. Giganthias serratospinosus White & Dharmadi, 2012
192. Gonioplectrus hispanus (Cuvier, 1828)
193. Gracila albomarginata (Fowler & Bean, 1930)
194. Grammistes sexlineatus (Thunberg, 1792)
195. Grammistops ocellatus Schultz, 1953
196. Hemanthias leptus (Ginsburg, 1952)
197. Hemanthias peruanus (Steindachner, 1875)
198. Hemanthias signifer (Garman, 1899)
199. Hemilutjanus macrophthalmos (Tschudi, 1846)
200. Holanthias caudalis Trunov, 1976
201. Holanthias fronticinctus (Günther, 1868)
202. Hypoplectrodes annulatus (Günther, 1859)
203. Hypoplectrodes cardinalis Allen & Randall, 1990
204. Hypoplectrodes huntii (Hector, 1875)
205. Hypoplectrodes jamesoni Ogilby, 1908
206. Hypoplectrodes maccullochi (Whitley, 1929)
207. Hypoplectrodes nigroruber (Cuvier, 1828)
208. Hypoplectrodes semicinctum (Valenciennes, 1833)
209. Hypoplectrodes wilsoni (Allen & Moyer, 1980)
210. Hypoplectrus aberrans Poey, 1868
211. Hypoplectrus atlahua Tavera & Acero, 2013
212. Hypoplectrus castroaguirrei Del Moral Flores, Tello-Musi & Martínez-Pérez, 2012
213. Hypoplectrus chlorurus (Cuvier, 1828)
214. Hypoplectrus ecosur Victor, 2012
215. Hypoplectrus floridae Victor, 2012
216. Hypoplectrus gemma Goode & Bean, 1882
217. Hypoplectrus gummigutta (Poey, 1851)
218. Hypoplectrus guttavarius (Poey, 1852)
219. Hypoplectrus indigo (Poey, 1851)
220. Hypoplectrus maculiferus 	Poey, 1871
221. Hypoplectrus maya Lobel, 2011
222. Hypoplectrus nigricans (Poey, 1852)
223. Hypoplectrus providencianus Acero P. & Garzón-Ferreira, 1994
224. Hypoplectrus puella (Cuvier, 1828)
225. Hypoplectrus randallorum Lobel, 2011
226. Hypoplectrus unicolor (Walbaum, 1792)
227. Hyporthodus acanthistius (Gilbert, 1892)
228. Hyporthodus ergastularius (Whitley, 1930)
229. Hyporthodus exsul (Fowler, 1944)
230. Hyporthodus flavolimbatus (Poey, 1865)
231. Hyporthodus haifensis (Ben-Tuvia, 1953)
232. Hyporthodus mystacinus (Poey, 1852)
233. Hyporthodus nigritus (Holbrook, 1855)
234. Hyporthodus niphobles (Gilbert & Starks, 1897)
235. Hyporthodus niveatus (Valenciennes, 1828)
236. Hyporthodus octofasciatus (Griffin, 1926)
237. Hyporthodus perplexus (Randall, Hoese & Last, 1991)
238. Hyporthodus quernus (Seale, 1901)
239. Hyporthodus septemfasciatus (Thunberg, 1793)
240. Jeboehlkia gladifer Robins, 1967
241. Lepidoperca aurantia Roberts, 1989
242. Lepidoperca brochata Katayama & Fujii, 1982
243. Lepidoperca caesiopercula (Whitley, 1951)
244. Lepidoperca coatsii (Regan, 1913)
245. Lepidoperca filamenta Roberts, 1987
246. Lepidoperca inornata Regan, 1914
247. Lepidoperca magna Katayama & Fujii, 1982
248. Lepidoperca occidentalis Whitley, 1951
249. Lepidoperca pulchella (Waite, 1899)
250. Lepidoperca tasmanica Norman, 1937
251. Liopropoma aberrans (Poey, 1860)
252. Liopropoma africanum (Smith, 1954)
253. Liopropoma aragai Randall & Taylor, 1988
254. Liopropoma aurora (Jordan & Evermann, 1903)
255. Liopropoma carmabi (Randall, 1963)
256. Liopropoma collettei Randall & Taylor, 1988
257. Liopropoma danae (Kotthaus, 1970)
258. Liopropoma dorsoluteum Kon, Yoshino & Sakurai, 1999
259. Liopropoma emanueli Wirtz & Schliewen, 2012
260. Liopropoma erythraeum Randall & Taylor, 1988
261. Liopropoma eukrines (Starck & Courtenay, 1962)
262. Liopropoma fasciatum Bussing, 1980
263. Liopropoma flavidum Randall & Taylor, 1988
264. Liopropoma incomptum Randall & Taylor, 1988
265. Liopropoma japonicum (Döderlein, 1883)
266. Liopropoma latifasciatum (Tanaka, 1922)
267. Liopropoma lemniscatum Randall & Taylor, 1988
268. Liopropoma longilepis Garman, 1899
269. Liopropoma lunulatum Guichenot, 1863)
270. Liopropoma maculatum (Döderlein, 1883)
271. Liopropoma mitratum Lubbock & Randall, 1978
272. Liopropoma mowbrayi Woods & Kanazawa, 1951
273. Liopropoma multilineatum Randall & Taylor, 1988
274. Liopropoma olneyi Baldwin & Johnson, 2014
275. Liopropoma pallidum (Fowler, 1938)
276. Liopropoma randalli Akhilesh, Bineesh & White, 2012
277. Liopropoma rubre Poey, 1861
278. Liopropoma santi Baldwin & Robertson, 2014
279. Liopropoma susumi (Jordan & Seale, 1906)
280. Liopropoma swalesi (Fowler & Bean, 1930)
281. Liopropoma tonstrinum Randall & Taylor, 1988
282. Luzonichthys earlei Randall, 1981
283. Luzonichthys microlepis (Smith, 1955)
284. Luzonichthys taeniatus Randall & McCosker, 1992
285. Luzonichthys waitei (Fowler, 1931)
286. Luzonichthys whitleyi (Smith, 1955)
287. Luzonichthys williamsi Randall & McCosker, 1992
288. Meganthias carpenteri Anderson, 2006
289. Meganthias filiferus Randall & Heemstra, 2008
290. Meganthias kingyo (Kon, Yoshino & Sakurai, 2000)
291. Meganthias natalensis (Fowler, 1925)
292. Mycteroperca acutirostris (Valenciennes, 1828)
293. Mycteroperca bonaci (Poey, 1860)
294. Mycteroperca cidi Cervigón, 1966
295. Mycteroperca fusca (Lowe, 1838)
296. Mycteroperca interstitialis (Poey, 1860)
297. Mycteroperca jordani (Jenkins & Evermann, 1889)
298. Mycteroperca microlepis (Goode & Bean, 1879)
299. Mycteroperca olfax (Jenyns, 1840)
300. Mycteroperca phenax Jordan & Swain, 1884
301. Mycteroperca prionura Rosenblatt & Zahuranec, 1967
302. Mycteroperca rosacea (Streets, 1877)
303. Mycteroperca rubra (Bloch, 1793)
304. Mycteroperca tigris (Valenciennes, 1833)
305. Mycteroperca venenosa (Linnaeus, 1758)
306. Mycteroperca xenarcha Jordan, 1888
307. Nemanthias carberryi Smith, 1954
308. Niphon spinosus Cuvier, 1828
309. Odontanthias borbonius (Valenciennes, 1828)
310. Odontanthias caudicinctus (Heemstra & Randall, 1986)
311. Odontanthias chrysostictus (Günther, 1872)
312. Odontanthias dorsomaculatus Katayama & Yamamoto, 1986
313. Odontanthias elizabethae Fowler, 1923
314. Odontanthias flagris Yoshino & Araga, 1975
315. Odontanthias fuscipinnis (Jenkins, 1901)
316. Odontanthias grahami Randall & Heemstra, 2006
317. Odontanthias hensleyi Anderson & García-Moliner, 2012
318. Odontanthias katayamai (Randall, Maugé & Plessis, 1979)
319. Odontanthias randalli White, 2011
320. Odontanthias rhodopeplus (Günther, 1872)
321. Odontanthias tapui (Randall, Maugé & Plessis, 1979)
322. Odontanthias unimaculatus (Tanaka, 1917)
323. Odontanthias wassi Randall & Heemstra, 2006
324. Othos dentex (Cuvier, 1828)
325. Paralabrax albomaculatus (Jenyns, 1840)
326. Paralabrax auroguttatus Walford, 1936
327. Paralabrax callaensis Starks, 1906
328. Paralabrax clathratus (Girard, 1854)
329. Paralabrax dewegeri (Metzelaar, 1919)
330. Paralabrax humeralis (Valenciennes, 1828)
331. Paralabrax loro Walford, 1936
332. Paralabrax maculatofasciatus (Steindachner, 1868)
333. Paralabrax nebulifer (Girard, 1854)
334. Paranthias colonus (Valenciennes, 1846)
335. Paranthias furcifer (Valenciennes, 1828)
336. Parasphyraenops atrimanus Bean, 1912
337. Parasphyraenops incisus (Colin, 1978)
338. Plectranthias alcocki Bineesh, Akhilesh, Gopalakrishnan & Jena, 2014
339. Plectranthias alleni Randall, 1980
340. Plectranthias altipinnatus Katayama & Masuda, 1980
341. Plectranthias anthioides (Günther, 1872)
342. Plectranthias bauchotae Randall, 1980
343. Plectranthias bilaticlavia Paulin & Roberts, 1987
344. Plectranthias cirrhitoides Randall, 1980
345. Plectranthias elaine Heemstra & Randall, 2009
346. Plectranthias elongatus Wu, Randall & Chen, 2011
347. Plectranthias exsul Heemstra & Anderson, 1983
348. Plectranthias fijiensis Raj & Seeto, 1983
349. Plectranthias flammeus Williams, Delrieu-Trottin & Planes, 2013
350. Plectranthias foresti Fourmanoir, 1977
351. Plectranthias fourmanoiri Randall, 1980
352. Plectranthias gardineri (Regan, 1908)
353. Plectranthias garrupellus Robins & Starck, 1961
354. Plectranthias helenae Randall, 1980
355. Plectranthias inermis Randall, 1980
356. Plectranthias intermedius (Kotthaus, 1973)
357. Plectranthias japonicus (Steindachner, 1883)
358. Plectranthias jothyi Randall, 1996
359. Plectranthias kamii Randall, 1980
360. Plectranthias klausewitzi Zajonz, 2006
361. Plectranthias knappi Randall, 1996
362. Plectranthias lasti Randall & Hoese, 1995
363. Plectranthias longimanus (Weber, 1913)
364. Plectranthias maculicauda (Regan, 1914)
365. Plectranthias maugei Randall, 1980
366. Plectranthias megalepis (Günther, 1880)
367. Plectranthias megalophthalmus Fourmanoir & Randall, 1979
368. Plectranthias morgansi (Smith, 1961)
369. Plectranthias nanus Randall, 1980
370. Plectranthias nazcae Anderson, 2008
371. Plectranthias pallidus Randall & Hoese, 1995
372. Plectranthias parini Anderson & Randall, 1991
373. Plectranthias pelicieri Randall & Shimizu, 1994
374. Plectranthias randalli Fourmanoir & Rivaton, 1980
375. Plectranthias retrofasciatus Fourmanoir & Randall, 1979
376. Plectranthias robertsi Randall & Hoese, 1995
377. Plectranthias rubrifasciatus Fourmanoir & Randall, 1979
378. Plectranthias sagamiensis (Katayama, 1964)
379. Plectranthias sheni Chen & Shao, 2002
380. Plectranthias taylori Randall, 1980
381. Plectranthias vexillarius Randall, 1980
382. Plectranthias wheeleri Randall, 1980
383. Plectranthias whiteheadi Randall, 1980
384. Plectranthias winniensis (Tyler, 1966)
385. Plectranthias xanthomaculatus Wu, Randall & Chen, 2011
386. Plectranthias yamakawai Yoshino, 1972
387. Plectropomus areolatus (Rüppell, 1830)
388. Plectropomus laevis (Lacepède, 1801)
389. Plectropomus leopardus (Lacepède, 1802)
390. Plectropomus maculatus (Bloch, 1790)
391. Plectropomus oligacanthus (Bleeker, 1855)
392. Plectropomus pessuliferus (Fowler, 1904)
393. Plectropomus punctatus (Quoy & Gaimard, 1824)
394. Pogonoperca ocellata Günther, 1859
395. Pogonoperca punctata (Valenciennes, 1830)
396. Pronotogrammus eos Gilbert, 1890
397. Pronotogrammus martinicensis (Guichenot, 1868)
398. Pronotogrammus multifasciatus Gill, 1863
399. Pseudanthias albofasciatus (Fowler & Bean, 1930)
400. Pseudanthias aurulentus (Randall & McCosker, 1982)
401. Pseudanthias bartlettorum (Randall & Lubbock, 1981)
402. Pseudanthias bicolor (Randall, 1979)
403. Pseudanthias bimaculatus (Smith, 1955)
404. Pseudanthias bimarginatus Randall, 2011
405. Pseudanthias calloura Ida & Sakaue, 2001
406. Pseudanthias carlsoni Randall & Pyle, 2001
407. Pseudanthias caudalis Kamohara & Katayama, 1959
408. Pseudanthias charleneae Allen & Erdmann, 2008
409. Pseudanthias cichlops (Bleeker, 1853)
410. Pseudanthias connelli (Heemstra & Randall, 1986)
411. Pseudanthias conspicuus (Heemstra, 1973)
412. Pseudanthias cooperi (Regan, 1902)
413. Pseudanthias dispar (Herre, 1955)
414. Pseudanthias elongatus (Franz, 1910)
415. Pseudanthias engelhardi (Allen & Starck, 1982)
416. Pseudanthias evansi (Smith, 1954)
417. Pseudanthias fasciatus (Kamohara, 1955)
418. Pseudanthias flavicauda Randall & Pyle, 2001
419. Pseudanthias flavoguttatus (Katayama & Masuda, 1980)
420. Pseudanthias fucinus (Randall & Ralston, 1985)
421. Pseudanthias georgei (Allen, 1976)
422. Pseudanthias heemstrai Schuhmacher, Krupp & Randall, 1989
423. Pseudanthias hiva Randall & Pyle, 2001
424. Pseudanthias huchtii (Bleeker, 1857)
425. Pseudanthias hutomoi (Allen & Burhanuddin, 1976)
426. Pseudanthias hypselosoma Bleeker, 1878
427. Pseudanthias ignitus (Randall & Lubbock, 1981)
428. Pseudanthias leucozonus (Katayama & Masuda, 1982)
429. Pseudanthias lori (Lubbock & Randall, 1976)
430. Pseudanthias lunulatus (Kotthaus, 1973)
431. Pseudanthias luzonensis (Katayama & Masuda, 1983)
432. Pseudanthias manadensis (Bleeker, 1856)
433. Pseudanthias marcia Randall & Hoover, 1993
434. Pseudanthias mica Allen & Erdmann, 2012
435. Pseudanthias mooreanus (Herre, 1935)
436. Pseudanthias nobilis (Franz, 1910)
437. Pseudanthias olivaceus (Randall & McCosker, 1982)
438. Pseudanthias oumati Williams, Delrieu-Trottin & Planes, 2013
439. Pseudanthias parvirostris (Randall & Lubbock, 1981)
440. Pseudanthias pascalus (Jordan & Tanaka, 1927)
441. Pseudanthias pictilis (Randall & Allen, 1978)
442. Pseudanthias pleurotaenia (Bleeker, 1857)
443. Pseudanthias privitera Randall & Pyle, 2001
444. Pseudanthias pulcherrimus (Heemstra & Randall, 1986)
445. Pseudanthias randalli (Lubbock & Allen, 1978)
446. Pseudanthias regalis (Randall & Lubbock, 1981)
447. Pseudanthias rubrizonatus (Randall, 1983)
448. Pseudanthias rubrolineatus (Fourmanoir & Rivaton, 1979)
449. Pseudanthias sheni Randall & Allen, 1989
450. Pseudanthias smithvanizi (Randall & Lubbock, 1981)
451. Pseudanthias squamipinnis (Peters, 1855)
452. Pseudanthias taeniatus (Klunzinger, 1884)
453. Pseudanthias taira Schmidt, 1931
454. Pseudanthias thompsoni (Fowler, 1923)
455. Pseudanthias townsendi (Boulenger, 1897)
456. Pseudanthias tuka (Herre & Montalban, 1927)
457. Pseudanthias unimarginatus Randall, 2011
458. Pseudanthias venator Snyder, 1911
459. Pseudanthias ventralis hawaiiensis (Randall, 1979) →Pseudanthias ventralis
460. Pseudanthias ventralis ventralis (Randall, 1979) →Pseudanthias ventralis
461. Pseudanthias xanthomaculatus (Fourmanoir & Rivaton, 1979)
462. Pseudogramma astigma Randall & Baldwin, 1997
463. Pseudogramma australis Randall & Baldwin, 1997
464. Pseudogramma axelrodi Allen & Robertson, 1995
465. Pseudogramma erythrea Randall & Baldwin, 1997
466. Pseudogramma gregoryi (Breder, 1927)
467. Pseudogramma guineensis (Norman, 1935)
468. Pseudogramma megamyctera Randall & Baldwin, 1997
469. Pseudogramma pectoralis Randall & Baldwin, 1997
470. Pseudogramma polyacantha (Bleeker, 1856)
471. Pseudogramma thaumasia (Gilbert, 1900)
472. Pseudogramma xantha Randall, Baldwin & Williams, 2002
473. Rabaulichthys altipinnis Allen, 1984
474. Rabaulichthys squirei Randall & Walsh, 2010
475. Rabaulichthys stigmaticus Randall & Pyle, 1989
476. Rabaulichthys suzukii Masuda & Randall, 2001
477. Rainfordia opercularis McCulloch, 1923
478. Rypticus bicolor Valenciennes, 1846
479. Rypticus bistrispinus (Mitchill, 1818)
480. Rypticus bornoi Beebe & Tee-Van, 1928
481. Rypticus carpenteri Baldwin & Weigt, 2012
482. Rypticus courtenayi McCarthy, 1979
483. Rypticus maculatus Holbrook, 1855
484. Rypticus nigripinnis Gill, 1861
485. Rypticus randalli Courtenay, 1967
486. Rypticus saponaceus (Bloch & Schneider, 1801)
487. Rypticus subbifrenatus Gill, 1861
488. Sacura boulengeri (Heemstra, 1973)
489. Sacura margaritacea (Hilgendorf, 1879)
490. Sacura parva Heemstra & Randall, 1979
491. Sacura speciosa Heemstra & Randall, 1979
492. Saloptia powelli Smith, 1964
493. Schultzea beta (Hildebrand, 1940)
494. Selenanthias analis Tanaka, 1918
495. Selenanthias barroi (Fourmanoir, 1982)
496. Selenanthias myersi Randall, 1995
497. Serraniculus pumilio Ginsburg, 1952
498. Serranocirrhitus latus Watanabe, 1949
499. Serranus accraensis (Norman, 1931)
500. Serranus aequidens Gilbert, 1890
501. Serranus africanus (Cadenat, 1960)
502. Serranus annularis (Günther, 1880)
503. Serranus atricauda Günther, 1874
504. Serranus atrobranchus (Cuvier, 1829)
505. Serranus baldwini (Evermann & Marsh, 1899)
506. Serranus cabrilla (Linnaeus, 1758)
507. Serranus chionaraia Robins & Starck, 1961
508. Serranus flaviventris (Cuvier, 1829)
509. Serranus hepatus (Linnaeus, 1758)
510. Serranus heterurus (Cadenat, 1937)
511. Serranus huascarii Steindachner, 1900
512. Serranus luciopercanus Poey, 1852
513. Serranus maytagi Robins & Starck, 1961
514. Serranus notospilus Longley, 1935
515. Serranus novemcinctus Kner, 1864
516. Serranus phoebe Poey, 1851
517. Serranus psittacinus Valenciennes, 1846
518. Serranus sanctaehelenae Boulenger, 1895
519. Serranus scriba (Linnaeus, 1758)
520. Serranus socorroensis Allen & Robertson, 1992
521. Serranus stilbostigma (Jordan & Bollman, 1890)
522. Serranus subligarius (Cope, 1870)
523. Serranus tabacarius (Cuvier, 1829)
524. Serranus tico Allen & Robertson, 1998
525. Serranus tigrinus (Bloch, 1790)
526. Serranus tortugarum Longley, 1935
527. Suttonia lineata Gosline, 1960
528. Suttonia suttoni Smith, 1953
529. Tosana niwae Smith & Pope, 1906
530. Tosanoides filamentosus Kamohara, 1953
531. Tosanoides flavofasciatus Katayama & Masuda, 1980
532. Trachypoma macracanthus Günther, 1859
533. Triso dermopterus (Temminck & Schlegel, 1842)
534. Variola albimarginata Baissac, 1953
535. Variola louti (Forsskål, 1775)
536. Zalanthias kelloggi (Jordan & Evermann, 1903)